# Euribíades
Euribíades (griego Εὐρυϐιάδης, Eurybiádês) fue un general espartano del siglo V a. C. al mando de la armada griega durante las guerras médicas. Fue navarca de la Liga del Peloponeso y jefe de la flota de la coalición griega contra Persia. Llegó a mandar 378 naves.
Era hijo de Euricleides, y fue elegido comandante en 480 a. C. porque las otras ciudades-estado griegas no querían servir bajo los atenienses, a pesar de la superior destreza de estos. Fue, sin embargo, ayudado por el estratego ateniense Temístocles, que dirigió la mayoría de los combates.
Su primera acción como comandante fue dirigir la flota a Eubea para encontrarse con la flota persa. Cuando llegaron los griegos descubrieron que los persas ya estaban ahí, y Euríbiades ordenó la retirada, aunque los eubeos le pidieron que se quedara. En vez de eso, sobornaron a Temístocles para retener la flota allí, y Temístocles usó parte del soborno para pagar a Euribíades (al menos, según Heródoto, que estaba predispuesto en contra de Temístocles). La posterior Batalla de Artemisio no fue decisiva, y los griegos retiraron su flota hacia la isla de Salamina.
Dirigió, con Temístocles, la flota griega en la batalla de Salamina.
Asustado al ver la importancia numérica de la flota de Jerjes I y pensó en batirse en retirada, y también para proteger su patria de origen, el Peloponeso. Se sabe que tuvo entonces un violento choque verbal con Temístocles quien deseaba librar la batalla y que la opinión de este acabó por arrastrar a los jefes de la flota. Euribíades se enfadó hasta el punto de levantar el bastón sobre el general ateniense:  «Golpea, le dijo Temístocles, pero escucha.» Euribíades libró entonces la batalla (septiembre de 480 a. C.) ganando la batalla naval más célebre de la Antigüedad. La batalla de Salamina fue una victoria decisiva para los griegos. Tras la batalla, Euribiades se negó a perseguir la flota persa y, asimismo, se negó a dirigir la flota griega hacia el Helesponto, para destruir el puente de barcos que Jerjes había dispuesto en el estrecho de los Dardanelos. Jerjes había construido dicho puente, en su momento, para que el ejército persa pasase por tierra de Asia a Grecia. Euribiades pensó que la destrucción del puente habría privado al ejército de Jerjes de un lugar por donde escapar y le obligaría a mantenerse en Grecia, prolongando la guerra
Al volver a Esparta, Euribíades recibió por toda recompensa una corona de olivo por su éxito en Salamina; Temístocles recibió una recompensa similar.